# Sigmund Freud Privatuniversität Wien
Die Sigmund-Freud-Privatuniversität Wien (Eigenschreibweise Sigmund Freud PrivatUniversität Wien) (SFU) wurde im Jahr 2005 gegründet und ist die größte Privatuniversität in Österreich. Sie ist benannt nach dem Begründer der Psychoanalyse Sigmund Freud.
Die SFU Wien unterhält Niederlassungen in Linz, Berlin, Paris, Ljubljana und Mailand.

## Geschichte
Die Gründungsabsicht der SFU wurde im Dezember 2003 bekannt gegeben. Die Gründung wurde von Alfred Pritz, Elisabeth Vykoukal, Jutta Fiegl und Heinz Laubreuter eingereicht. Man beabsichtige, ein praxisbezogenes und akademisches Studium der Psychotherapiewissenschaft anzubieten. Dieses Vorhaben wurde damit begründet, dass die Psychotherapie zwar schon lange ein wichtiger Teil des Gesundheitswesens sei, es bisher aber kein ordentliches Hochschulstudium für diese Disziplin gebe. Im Jahr 2005 wurde die SFU vom österreichischen Akkreditierungsrat als Privatuniversität akkreditiert.
Nach fünfjähriger Planungszeit wurde im Jahr 2013 mit dem Bau des neuen Hauptgebäudes der SFU begonnen und im Februar 2015 am Freudplatz 1 im 2. Bezirk, Leopoldstadt, bezogen. Davor befand sich die Universität mit ihren Instituten in einem ehemaligen Finanzgebäude in der Schnirchgasse im 3. Bezirk, Landstraße.
Im Jahr 2016 war die SFU die erste österreichische Privatuniversität, an welcher ein rechtswissenschaftliches Studium akkreditiert wurde (Bachelor Rechtswissenschaften). Im selben Jahr wurde auch der Masterstudiengang der Rechtswissenschaften akkreditiert und mit dem Bau eines neuen Fakultätsgebäudes gegenüber dem SFU-Hauptgebäude begonnen. Der Neubau am Freudplatz 3 für die Medizinische und die Juristische Fakultät wurde im März 2019 eröffnet.
Als reine humanwissenschaftliche Universität gestartet, bestehen heute Fakultäten für Psychotherapiewissenschaft, Psychologie, Medizin und Rechtswissenschaften.
Träger ist die Sigmund Freud PrivatUniversität GmbH mit dem Alleingesellschafter SFU Forschungs- und Verwaltungs GmbH.
Im August 2024 wurde bekanntgegeben, dass Johannes Pollak, der bisherige Rektor der Webster Vienna Private University, mit August 2025 Alfred Pritz als Rektor der Sigmund Freud Privatuniversität nachfolgen soll.

## Fakultäten

### Psychotherapiewissenschaft
Die Fakultät für Psychotherapiewissenschaft beherbergt aktuell zehn Institute. Seit 2007 bietet die SFU neben den Studiengängen Bakkalaureat und Magisterium auch ein Doktoratsstudium für Psychotherapiewissenschaft an.
In der SFU stehen acht Psychotherapieschulen (Psychoanalyse, Individualpsychologie, Systemische Therapie, Integrative Gestalttherapie sowie in Kooperation mit anderen Ausbildungsträgern Personzentrierte Psychotherapie, Verhaltenstherapie, Existenzanalyse, Transaktionsanalyse) zur Auswahl.
Die Fakultät für Psychotherapiewissenschaft betreibt fünf psychotherapeutische Ambulanzen in Wien sowie weitere in Berlin, Paris und Ljubljana.

### Psychologie
An der Fakultät für Psychologie werden ein Bachelor- und Masterstudiengang sowie ein PhD-Programm in Psychologie angeboten. Im Wintersemester 2019/20 startete zusätzlich der Bachelor- und Master-Studiengang Psychologie in englischer Sprache. Als postgradualer Universitätslehrgang bietet die SFU Ausbildungsmodule im Bereich Online-Beratung an.
Die Fakultät für Psychologie betreibt Ambulanzen in Wien und Mailand. Weiters ist die Fakultät für Psychologie wissenschaftlicher Partner vom kommerziellen Dienstleistungsanbieter Instahelp, der psychologische Online-Beratung anbietet.

### Medizin

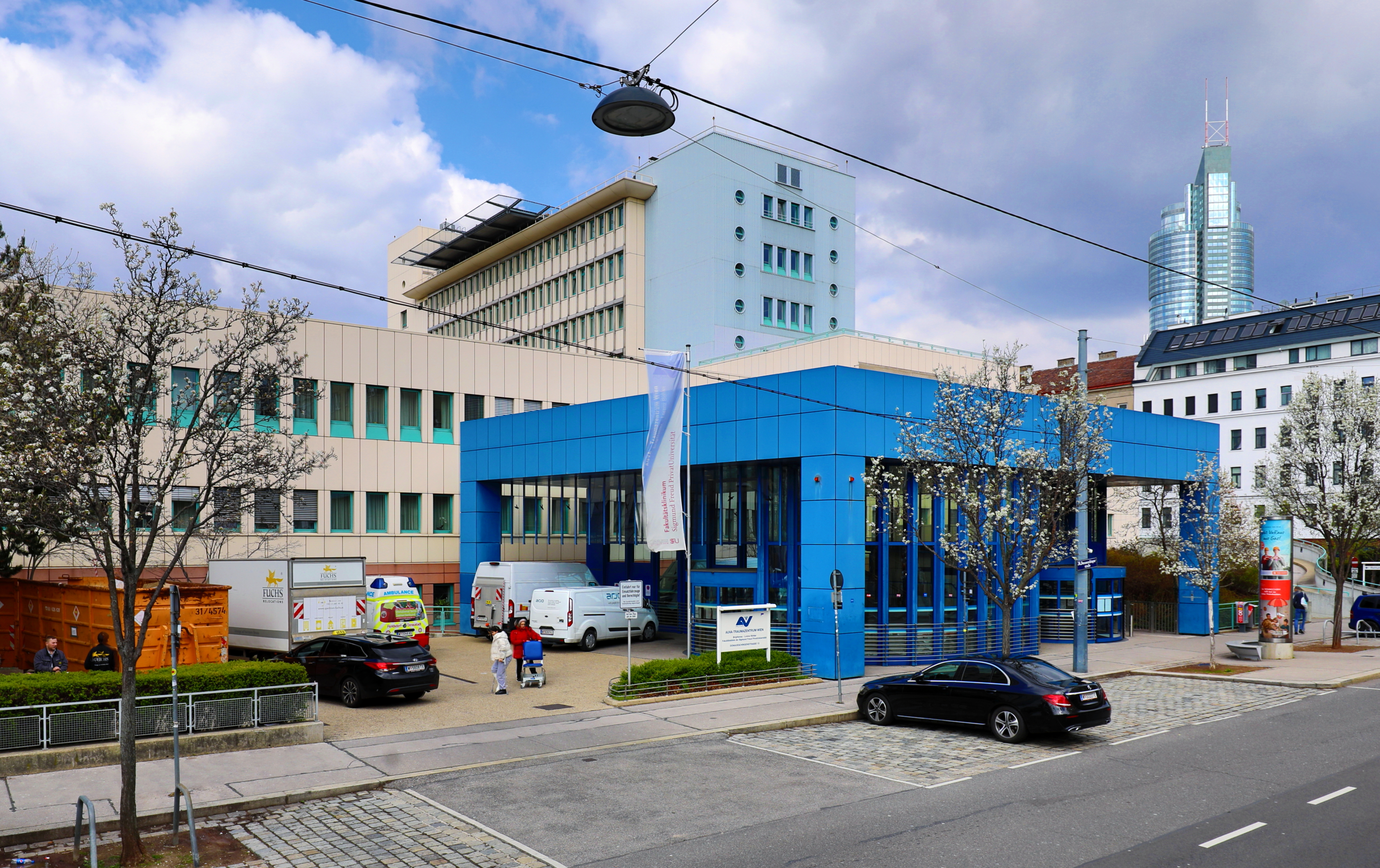
Das Unfallkrankenhaus Lorenz Böhler – Fakultätsklinikum der SFU

Die Fakultät für Medizin bietet die Studien der Human- und Zahnmedizin in Bachelor- und Master-Studiengängen an, Absolventen sind Doktor der gesamten Heilkunde (Dr. med. univ.) bzw. Doktor der Zahnmedizin (Dr. med. dent.).
Das AUVA-Traumazentrum Wien Meidling (1120 Wien) und das Unfallkrankenhaus Lorenz Böhler (1200 Wien) zählen zu den Fakultätskiniken der SFU.
Seit 2024 arbeitet die Fakultät für Medizin in enger Zusammenarbeit mit dem Wiener Gesundheitsverbund, dieser unterstützt die Universität in praktischer Ausbildung sowie in der Forschung. Ab dem Wintersemester 2024/25 werden jährlich 10 Studienplätze für Studenten reserviert, welche sich verpflichten, mehrere Jahre nach dem Studium für den Wiener Gesundheitsverbund ärztlich tätig zu sein.
In den Jahren 2022 bis 2024, vergab die Steiermärkische Krankenanstaltengesellschaft in Kooperation mit der SFU jährlich 20 Stipendien, um die ärztliche Versorgung der Steiermark zu sichern. Die Stipendiaten verpflichteten sich für eine ärztliche Tätigkeit von 10 Jahren in den Häusern der Steiermärkische Krankenanstaltengesellschaft.

### Rechtswissenschaften
Ein Jus-Studium in Wien nach dem Bologna-Modell mit Bachelor (LL.B., 6 Semester) und Master (LL.M., 4. Semester) wird als Vollzeit-Präsenzstudium angeboten.

## Kritik
In einem von der Agentur für Qualitätssicherung und Akkreditierung Austria (AQ Austria) bestellten Gutachten wurden zahlreiche Mängel festgestellt, vor allem zu wenig Personal, schlechte Betreuungsverhältnisse für die Studierenden, das Fehlen einer Universitätsklinik, mangelnder Kleingruppenunterricht am Krankenbett, eine zu kleine Laborfläche und eine dürftige Forschungsleistung der Fakultät. Die Gutachter vertraten die Meinung, dass die Universität nicht alle Auflagen innerhalb der gesetzlichen Frist von zwei Jahren umsetzen könne und empfahlen keine weitere Akkreditierung für das Masterstudium Humanmedizin. Die AQ Austria folgte der Empfehlung im November 2022 und entzog der Hochschule die Akkreditierung. Im Februar 2023 wies das Bundesverwaltungsgericht eine Beschwerde der Privatuniversität gegen die sofortige Wirkung der entzogenen Akkreditierung ab. Im Juli 2023 wurde der Bescheid der AQ Austria jedoch vom Bundesverwaltungsgericht aufgehoben, weshalb der Masterstudiengang Humanmedizin weiterhin angeboten werden kann.
Im Dezember 2024 erfüllte der Masterstudiengang Humanmedizin erneut die Voraussetzungen für die Reakkreditierung.